# Alrawia bellii
Alrawia bellii là một loài thực vật có hoa trong họ Măng tây. Loài này được (Baker) Perss. & Wendelbo mô tả khoa học đầu tiên năm 1979.